# Ephesia pseudoxarippe
Ephesia pseudoxarippe là một loài bướm đêm trong họ Noctuidae.